# Guers Tiaallaline
Guers Tiaallaline (àrab غرس تعلالين) és una comuna rural de la província de Midelt de la regió de Drâa-Tafilalet. Segons el cens de 2014 tenia una població total de 12.927 persones.